# Dörtyol
Dörtyol là một huyện thuộc tỉnh Hatay, Thổ Nhĩ Kỳ. Huyện có diện tích 600 km² và dân số thời điểm năm 2007 là 140517 người, mật độ 234 người/km².